# گمینا دومانگوو
گمینا دومانگوو (به لهستانی:  Gmina Domaniów) یک گمینا در لهستان است که در شهرستان اوواوا واقع شده‌است. گمینا دومانگوو ۹۴٫۳۱ کیلومتر مربع مساحت و ۵٬۳۱۰ نفر جمعیت دارد.